# 念頭平松

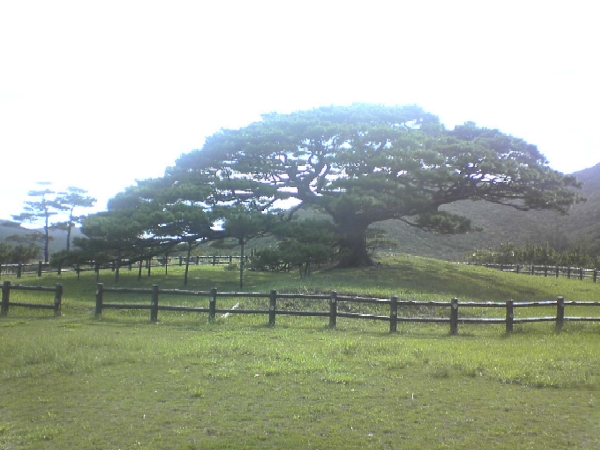
念頭平松（2004年9月）

念頭平松（ねんとうひらまつ）は、沖縄県島尻郡伊平屋村田名（伊平屋島）に生育しているリュウキュウマツである。推定の樹齢は200年以上または300年以上の説があり、久米島町に生育している「久米の五枝のマツ」（国の天然記念物）と並んで沖縄県の2大名松と評価されている。リュウキュウマツの名木として、1958年に、アメリカ合衆国占領下の琉球政府指定天然記念物（現・沖縄県指定天然記念物）、1990年に、「新日本名木100選」に選定され、2016年に、伊平屋島の念頭平松として国の天然記念物に指定された。

## 由来
伊平屋島は沖縄県の有人島の中で最北に位置し、沖縄本島今帰仁村の運天港から1日2便のフェリーで80分を要する。島の形状は細長く、面積の約60%を標高200mないし300m程の山地が占めている。平野部には田畑が広がり、サトウキビとイネの栽培が行われていて、沖縄県では石垣市に次いで2番目の生産高がある。島の歴史は古く、琉球王国第一尚氏王統2代の王で、琉球最初の統一王朝を成立させた尚巴志王（1372年 - 1439年6月1日、在位1421年 - 1439年）の祖父、佐銘川大主（さめがわうふぬし）の出身地とされる。
伊平屋村北部の田名（だな）集落北側1.5km程の丘陵地帯に、1本のリュウキュウマツが大きく枝を広げている。この木が念頭平松で、樹高こそ9m程であるが胸高直径は約118cmを測り、地上2mないし3mの付近から地面と平行するように四方に広がる枝張りの範囲は550㎡以上にもなる。リュウキュウマツは通常、上方向に成長するが、念頭平松のように大きな傘状に広がって育つものは少ないという。「念頭平松」という名称の由来は不明とされている。
念頭平松は2代目であるといい、次のような伝説が伝わっている。およそ500年以上の昔、この地には今のマツよりもさらに美しいマツが生育していて「兄松」と呼ばれて尊ばれていた。しかし、300年程前に隣の伊是名島に住む山太築登という男が兄松を盗伐した。その後、山太築登は兄松を伐った祟りで病を得て死んだ。山太築登の弟や親類縁者は、せめてもの償いにと2代目のマツをこの地に植えた。やがて2代目のマツは兄松と同様に美しい木に成長し、島民たちから手厚く保護され続けた。古くから伝わる琉歌では、「念頭平松ぬ枝持ちぬ美さ田名ぬ乙女ぬ身持ち美さ（にんとうひらまちぬゆだもちぬちゅらさだなぬみやらびぬみむちちゅらさ）」（歌の大意は念頭平松の枝ぶりと田名に住む乙女を比較して、乙女の美貌を詠ったもの）と称えられている。
念頭平松は久米島町に生育するリュウキュウマツの「久米の五枝の松」（国の天然記念物）と並んで、沖縄県の2大名松と評価されている。1958年1月17日に琉球政府指定天然記念物（現・沖縄県指定天然記念物）に指定され、1990年（平成2年）に開催された「国際花と緑の博覧会」に合わせて企画された「新日本名木100選」では、沖縄県から西表島に生育する「サキシマスオウノキ」とともに選定され、2016年（平成28年）3月1日には伊平屋島の念頭平松の名称で国の天然記念物に指定された。
伊平屋村歌は、2番の歌詞で念頭平松のことを歌い上げている。木の周囲は、1994年に「念頭平松公園」として整備された。なお、伊平屋村の酒造業者たる伊平屋酒造は、この木から名前をとった泡盛「平松ロック」を製造している。

## 交通アクセス
所在地
- 伊平屋村田名

交通
- 前泊港より伊平屋村コミュニティバス田名トーロー停留所下車、同所より約2km。